# LuckyMe (Musiklabel)
LuckyMe ist ein britisches Musiklabel.

## Geschichte
Im Jahr 2002 erdachte Martyn Flyn die Marke LuckyMe. Sie wurde in den Folgejahren unter anderem für eine Veranstaltungsreihe und eine EP von Hudson Mohawke und Dominic Flannigan verwendet. 2007 gründete Flyn zusammen mit Hudson Mohawke, Flannigan und Mike Slott das Musiklabel. Als erste Veröffentlichung erschien die EP Oops! von Hudson Mohawke in Zusammenarbeit mit Rub A Dub und Wireblock Records, einem der Vorgänger von Numbers.
Um die damals unter Vertrags stehenden Musiker zu bewerben, wurden zu dieser Zeit auch wieder Clubveranstaltungen ausgerichtet. Bei einer solchen Veranstaltung in Edinburgh lernten Flyn und Flannigan den Musiker Rustie kennen, der in Glasgow zusammen mit dem Promoter Joe Coghill eine von LuckyMe durchgeführte Veranstaltungsreihe unter dem Namen Ballers Social Club gründete.
Eine weitere wichtige Säule von LuckyMe war von Anfang an die visuelle Identität. Hierfür nutzte Flannigan seine Ausbildung an einer Kunsthochschule. Passend zur damals veröffentlichten Musik konzentrierte die Identität sich auf eine zerhackte und verzerrte Ästhetik. The Skinny bezeichnet die Musik als Underground-Version der Produktionen von Timbaland.
In den Anfangstagen nutzte das Label MySpace, um unabhängig ein globales Publikum zu erreichen.
Der vielleicht erfolgreichste Musiker des Labels, Hudson Mohawke, wechselte 2009 zum Label Warp Records, das aber für die Veröffentlichung der selbstbetitelten Debüt-EP des Projekts Tnght von ihm und Lunice wieder mit LuckyMe zusammenarbeitete. Außerdem kooperierte Hudson Mohawke trotzdem mit dem LuckyMe-Designer Konx-om-Pax.
Den Eigentümern Flannigan und Flyn wurde in den folgenden Jahren mehrfach von großen Labels der Verkauf der Rechte an den veröffentlichten Aufnahmen angeboten, was sie ablehnten. Zudem baute das Label seine Arbeit im Design-Bereich aus, mit Fotografie, Videografie, Kunstinstallationen, kreativer Leitung und Kleidung.
Die Hauptsitze des Labels befinden sich in London und Edinburgh, der Labelcode lautet LC 68548.

## Musiker (Auswahl)
- Baauer[1]
- Cashmere Cat[3]
- Cid Rim[4]
- Hudson Mohawke
- Jacques Greene
- Lunice
- Machinedrum
- S-Type[1]

## Rezeption
The Skinny sieht in LuckyMe eines der einflussreichsten Musiklabels der 2010er-Jahre.